# Andy Melville
Andrew Roger "Andy" Melville (ur. 29 listopada 1968 w Swansea) – walijski piłkarz występujący na pozycji obrońcy.

## Kariera klubowa
Melville zawodową karierę rozpoczynał w 1985 roku w walijskim klubie Swansea City z angielskiej ligi Division Three. W 1986 roku spadł z zespołem do Division Four, ale w 1988 roku wrócił z nim do Division Three. W Swansea spędził jeszcze 2 lata.
W 1990 roku trafił do angielskiego Oksfordu United z Division Two. Od 1992 roku występował z nim w Division One, będącym następcą Division Two. Barwy Oksfordu reprezentował przez 3 lata.
W 1993 roku Melville przeszedł do Sunderlandu, także grającego w Division One. Zadebiutował tam 14 sierpnia 1993 roku w przegranym 0:5 pojedynku z Derby County. W 1996 roku awansował z zespołem do Premier League, ale w 1997 wrócił z nim do Division One. Przez część sezonu 1997/1998 przebywał na wypożyczeniu w Bradfordzie City, również z Division One. Potem wrócił do Sunderlandu, gdzie spędził jeszcze rok.
W 1999 roku Melville podpisał kontrakt z Fulham, innym zespołem Division One. Pierwszy ligowy mecz zaliczył tam 7 sierpnia 1999 roku przeciwko Birmingham City (2:2). W 2001 roku awansował z klubem do Premier League. W Fulham występował jeszcze przez 3 lata.
Na początku 2004 roku Melville odszedł do West Hamu United z Division One. Zadebiutował tam 17 stycznia 2004 roku w zremisowanym 3:3 meczu z Sheffield United. W tym samym roku zaczął z zespołem starty w nowo powstałej lidze Championship, będącej następcą Division One. Na początku 2005 roku został wypożyczony do Nottingham, również występującego w Championship. Spędził tam pół roku, a potem zakończył karierę.

## Kariera reprezentacyjna
W reprezentacji Walii Melville zadebiutował 15 listopada 1989 roku w przegranym 1:2 meczu eliminacji Mistrzostw Świata 1990 z RFN-em. W latach 1989–2004 w drużynie narodowej rozegrał w sumie 65 spotkań i zdobył 3 bramki.